# Эфио Электрик
«Эфио Электрик» (англ. Ethio Electric S.C., амх. መብራት ኃይል የእግር ኳስ ክለብ) — эфиопский футбольный клуб из города Аддис-Абеба. Выступает в Премьер-лиге Эфиопии. Основан в 1962 году. Прежде назывался «Мебрат Хаил» и ЭЭЛПА. Домашние матчи проводит на стадионе «Мебрат Хаил», вмещающем 8000 зрителей.

## История
Команда впервые стала чемпионом Эфиопии в 1993 году. Всего ЭЭПКО 3 раза выигрывала чемпионат, а в сезоне 2000/01 добавила к выигрышу в лиге победу в Кубке Эфиопии. Три раза клуб побеждал в Суперкубке.
Клуб участвовал в розыгрышах Африканского Кубка чемпионов и Лиги чемпионов КАФ.

## Достижения
- Чемпион Эфиопии (3): 1992/93, 1997/98, 2000/01
- Обладатель Кубка Эфиопии: 2001
- Обладатель Суперкубка Эфиопии (3): 1993, 1998, 2001

## Результаты на международных турнирах
- Кубок/Лига чемпионов КАФ (3 участия):

1994 — вылет в первом раунде
1999 — вылет в первом раунде
2002 — вылет в предварительном раунде
- Кубок КАФ (3 участия):

1996 — вылет во первом раунде
1998 — вылет во втором раунде
2001 — вылет во втором раунде